# Taxi à Macao
A Macao, le taxi est un moyen de transport important. Il y a environ 700 taxis enregistrés à Macao.

## Types

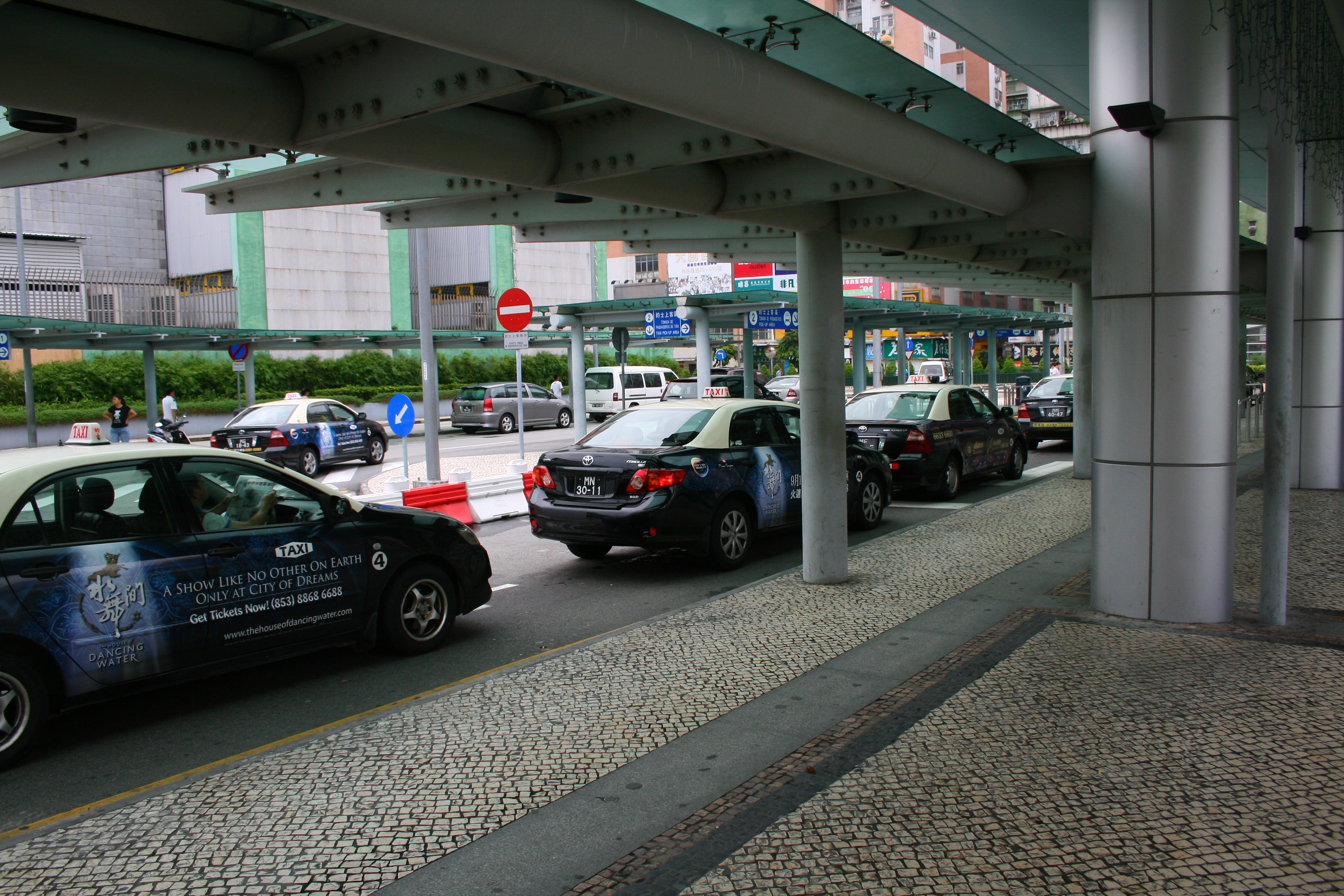
Black Cabs à Macao

Il existe deux types de taxis à Macao, facilement reconnaissables par leurs motifs de couleur.
- Black Cab, probablement le plus ancien de Macao et jugé par certains comme le plus confortable
- Yellow Cab, connu pour les conducteurs qui conduisent plus vite que leurs homologues dans des voitures noires

Environ 85 % des taxis roulent au GPL. Les 15 % restants au gazole.

## Modèles
- Toyota Crown Comfort YXS10
- Toyota Corolla E120
- Toyota Corona CT141
- Nissan Cedric Y31